# Neocompsa micromacula
Neocompsa micromacula là một loài bọ cánh cứng trong họ Cerambycidae.